# Cantone di Dreux-Est
Il Cantone di Dreux-Est era una divisione amministrativa dell'arrondissement di Dreux.
A seguito della riforma approvata con decreto del 24 febbraio 2014, che ha avuto attuazione dopo le elezioni dipartimentali del 2015, è stato soppresso.

## Composizione
Comprendeva parte della città di Dreux e i comuni di:
- Charpont
- Cherisy
- Écluzelles
- Germainville
- La Chapelle-Forainvilliers
- Luray
- Mézières-en-Drouais
- Ouerre
- Sainte-Gemme-Moronval